# Адамуси
Адамуси (пољ. Adamusy) је село у Пољској које се налази у војводству Подласком у повјату Колењском у општини Туросл.
Од 1975. до 1998. године ово насеље се налазило у Ломжињском војводству.